# Diet libc
Diet libc – „odchudzona” wersja standardowej biblioteki języka C autorstwa Feliksa von Leitnera. Rozpowszechniana jest na licencji GNU GPL. Zawiera tylko najważniejsze i najczęściej używane funkcje. Z racji swoich rozmiarów najczęściej używana jest w systemach osadzonych.